# Talisca Jezierski
Talisca Jezierski dos Reis (1 de agosto de 1989) es una deportista brasileña que compite en taekwondo. Ganó una medalla en los Juegos Panamericanos de 2019, y tres medallas en el Campeonato Panamericano de Taekwondo entrs los años 2010 y 2018.

## Palmarés internacional
| Juegos Panamericanos    | Juegos Panamericanos         | Juegos Panamericanos | Juegos Panamericanos |
| Año                     | Lugar                        | Medalla              | Categoría            |
| ----------------------- | ---------------------------- | -------------------- | -------------------- |
| 2019                    | Lima (Perú)                  | Medalla de plata     | –49 kg               |
| Campeonato Panamericano |                              |                      |                      |
| Año                     | Lugar                        | Medalla              | Categoría            |
| 2010                    | Monterrey (México)           | Medalla de plata     | –53 kg               |
| 2018                    | Spokane (Estados Unidos)     | Medalla de oro       | –49 kg               |
| 2022                    | Punta Cana (Rep. Dominicana) | Medalla de bronce    | –53 kg               |